# George W. Ackerman
George W. Ackerman (1884-1962) fue un fotógrafo estadounidense. Durante casi 40 años trabajó para el Departamento de Agricultura de los Estados Unidos y se estima que tomó más de 50.000 fotografías.

## Biografía
Ackerman empezó a trabajar como fotógrafo para el Departamento de Agricultura de los Estados Unidos en 1910, con un salario de $900 dólares al año. En 1917 se traslada al Servicio de Extensión Federal y en ese puesto puede fotografiar la vida rural del país.

## Galería

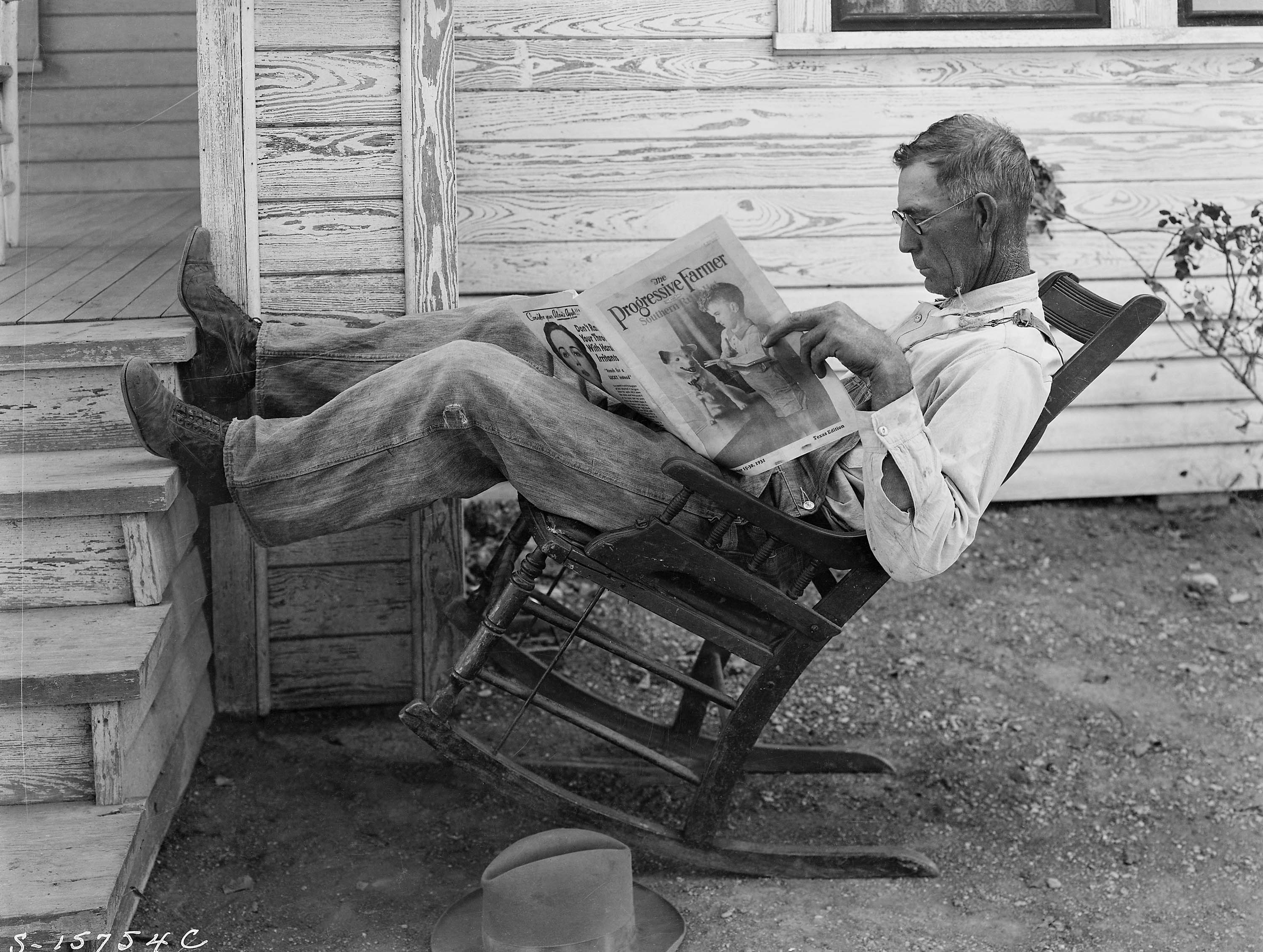
Un granjero lee el periódico, condado de Coryell, Texas, septiembre 1931
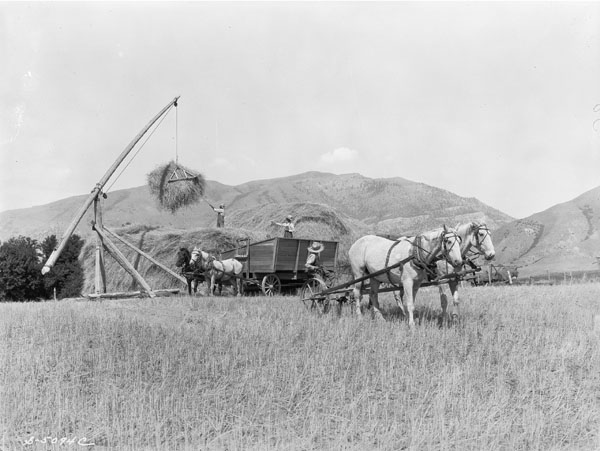
Trabajos de temporada, Washington, 1925
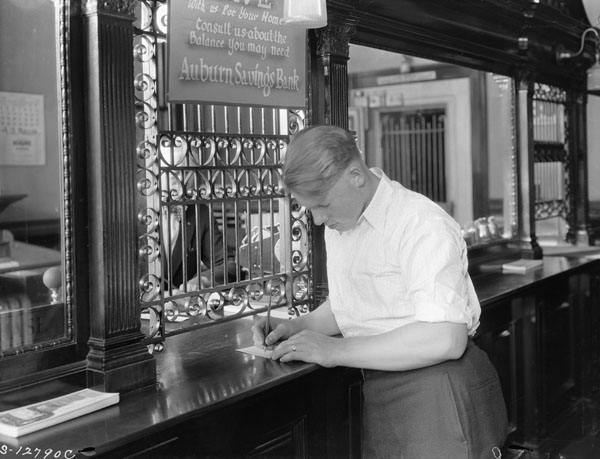
Banco Auburn Savings Bank, 1929
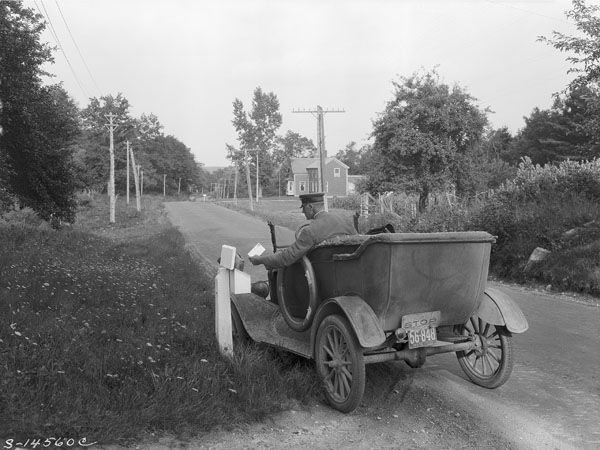
Servicio postal, condado de York, Maine, 1930
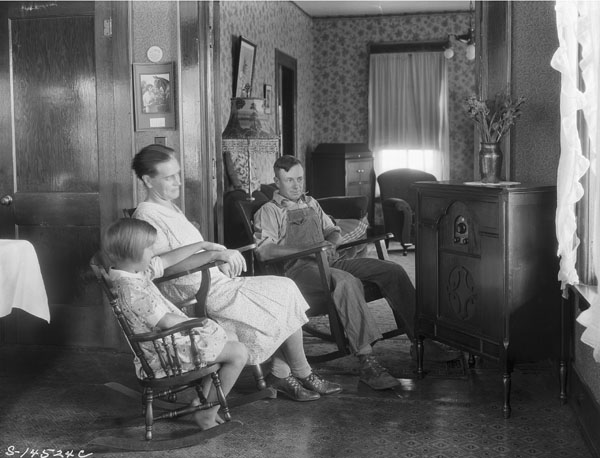
Familia campesina escuchando su radio, condado de Ingham, Michigan, 1930
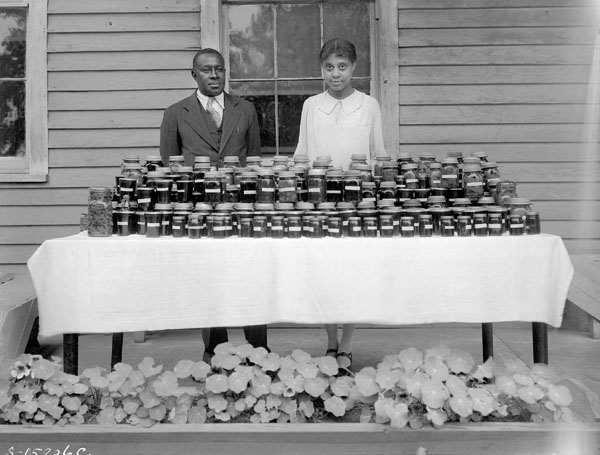
Mujer afroamericana en su puesto de frutas y verduras caseras envasadas, condado de Robeson, Carolina, 1932